# Robot industriale

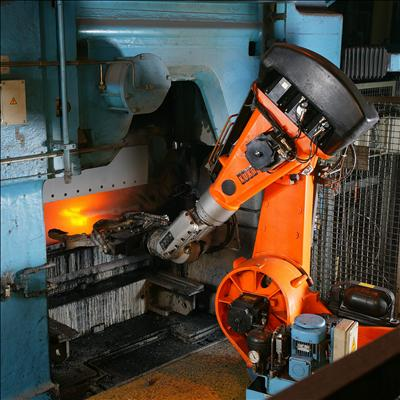
Robot KUKA in una fonderia

Un robot industriale è un tipo di robot utilizzato nella produzione industriale, per renderla più rapida e di qualità.
Inoltre è un manipolatore automaticamente controllato, riprogrammabile, multiscopo, programmabile in tre o più assi che, fisso sul posto o mobile, sia usato in applicazioni di automazione industriale.

## Storia

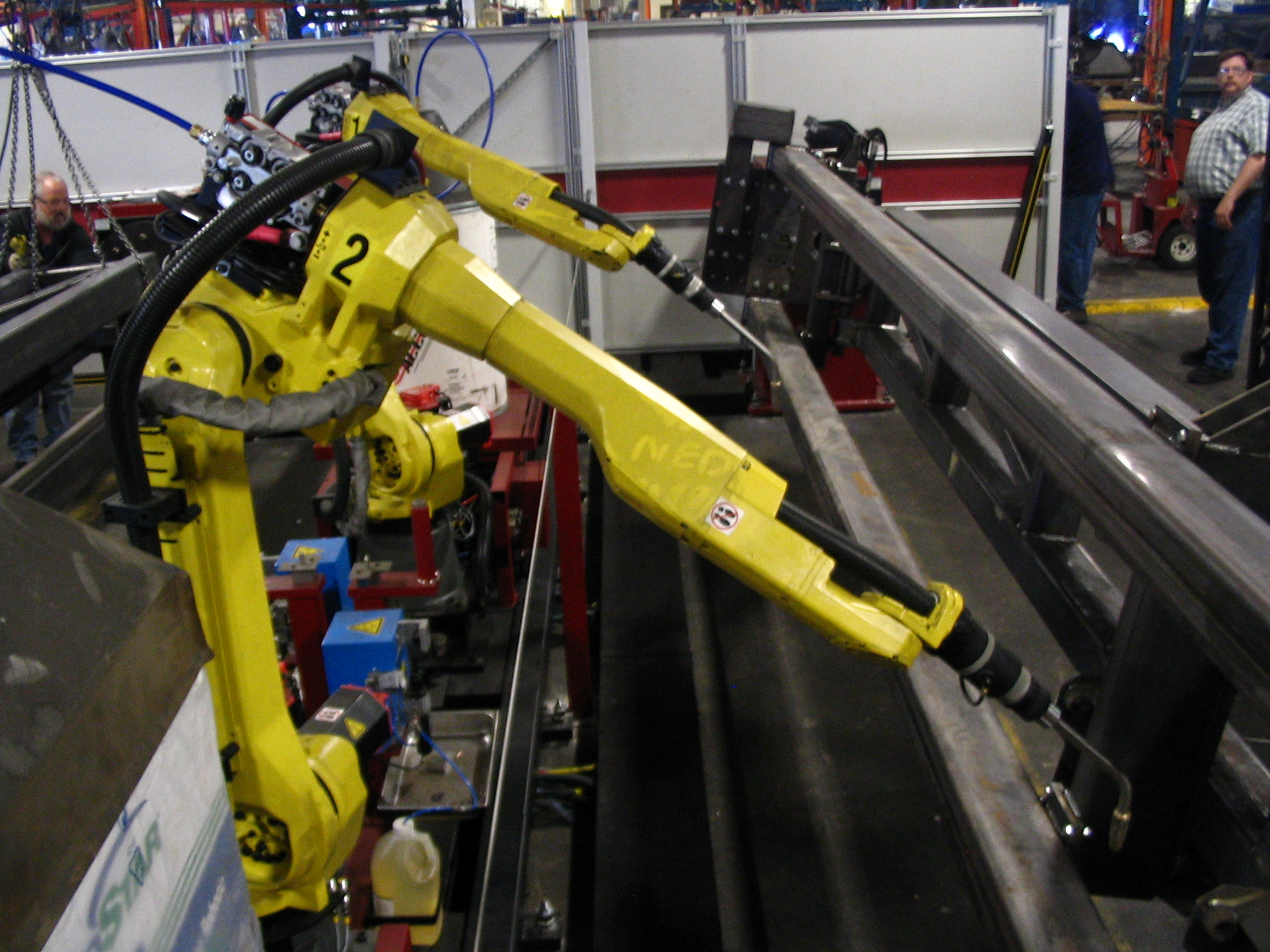
Robot a sei assi per saldatura

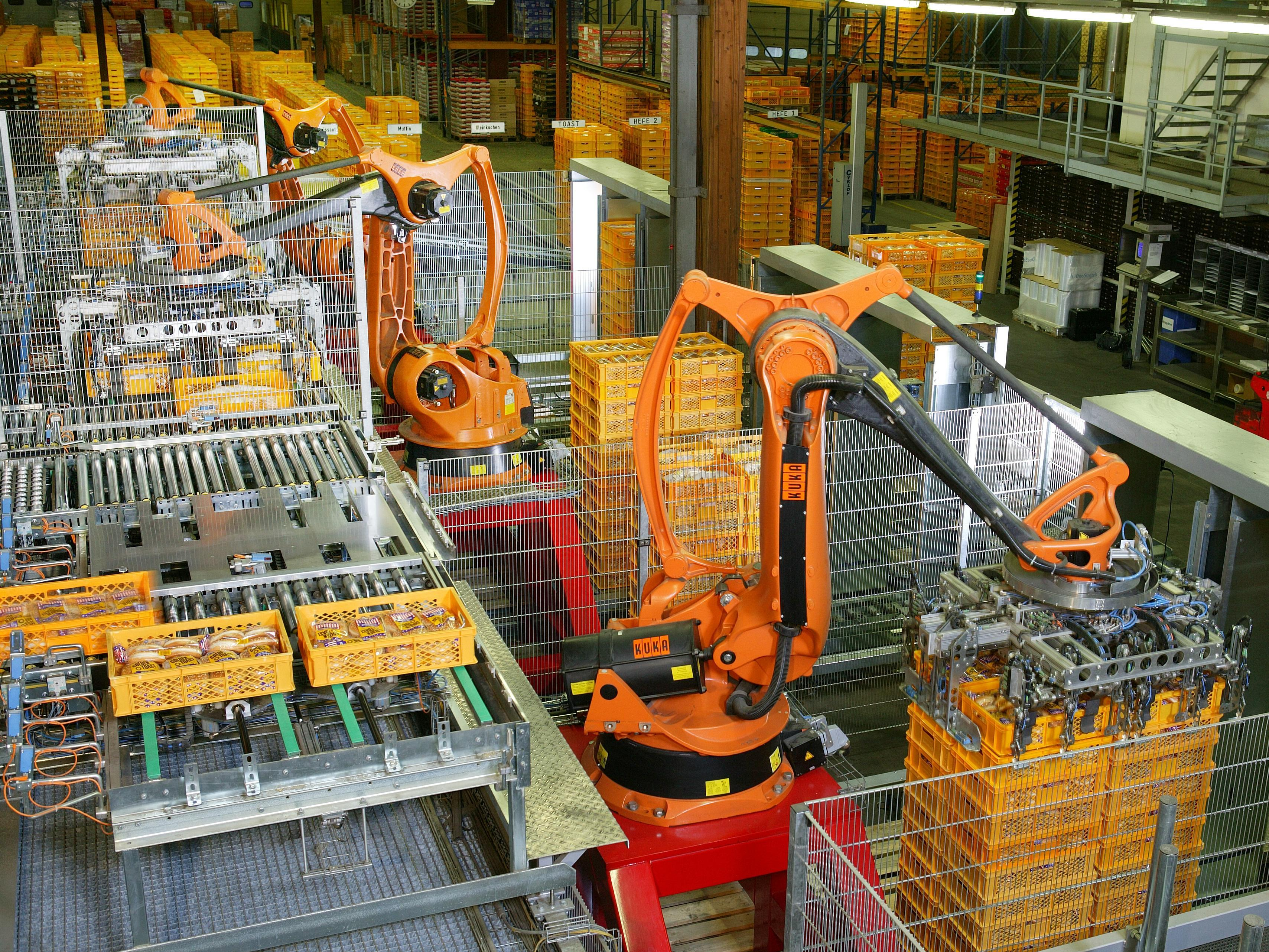
Robot KUKA nel settore alimentare in Germania

Il primo esempio di robot industriale secondo la definizione ISO fu creato da "Bill" Griffith P. Taylor nel 1937 e pubblicato su Meccano Magazine nel marzo 1938. Il robot fu quindi realizzato con il sistema Meccano, azionato da un motore elettrico. Cinque gradi di libertà erano possibili. Una replica di tale robot venne effettuata nel 1997 da Chris Shute.

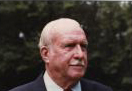
George Devol, ca. 1982

George Devol fu il primo a realizzare il brevetto di un robot industriale moderno nel 1954 (ottenuto nel 1961). La prima azienda a costruirlo fu la Unimation, fondata dallo stesso Devol e da Joseph F. Engelberger nel 1956. Il robot Unimate fu chiamato anche programmable transfer machine in quanto lo scopo principale era il trasferimento di un oggetto da punto a punto. Vennero utilizzati attuatori idraulici e programmati in joint coordinates, ovvero venivano registrate le posizioni dei giunti nelle varie fasi e poi replicate in serie. L'accuratezza fu di 1/10.000 di pollice Unimation diede successivamente licenza alla produzione di tale robot alla Kawasaki Heavy Industries e GKN. Per un certo periodo fu concorrente la società Cincinnati Milacron Inc. dell'Ohio. Ma successivamente cambiò settore nei primi anni '70 quando la concorrenza giapponese fu particolarmente agguerrita.
Nel 1969 Victor Scheinman alla Stanford University inventò Braccio Stanford, elettrico e con sei gradi di libertà. Questo fu il primo esempio di braccio meccatronico che riusciva a compiere azioni complesse come assemblare e saldare. Scheinman disegnò un secondo braccio per il Massachusetts Institute of Technology AI Lab, chiamato "MIT arm". Scheinman, dopo aver avuto contatti con Unimation per lo sviluppo della sua idea, vendette il tutto alla Unimation che sviluppò ulteriormente il sistema con il supporto della General Motors e più tardi divenne il robot Programmable Universal Machine for Assembly, robot PUMA.
In Europa seguirono altre aziende tra le quali ABB Robotics e KUKA Robotics immessi sul mercato nel 1973. ABB Robotics (ASEA) introdusse IRB 6, il primo a controllo numerico mediante processore. I primi due IRB 6 vennero venduti alla Magnusson di Svezia e installati a gennaio 1974. Nel 1973 KUKA Robotics costruì il suo primo robot chiamato FAMULUS, con sei assi elettrici.
Aumentò l'interesse per tali robot da parte di General Electric, General Motors assieme a alla giapponese FANUC Robotics di FANUC LTD. Negli USA vennero fondate aziende come Automatix e Adept Technology, Inc. Nel 1984, Unimation venne acquisita dalla Westinghouse Electric Corporation che successivamente la rivendette alla svizzera Stäubli nel 1988.
Il primo esempio di impiego massiccio in Italia è in Fiat, dove vengono usati diversi robot per la saldatura sulle vetture con il Robogate, un'invenzione italiana adottata, in seguito, da tutte le industrie automobilistiche. In genere i robot in questi macchinari eseguono il lavoro di imbastitura della scocca, poi la scocca procede uscendo dal sistema e viene saldata da altri robot che effettuano il completamento della saldatura. Un'altra applicazione sui veicoli è relativa alle operazioni di verniciatura che, almeno per vari particolari avviene grazie all'impiego di braccia automatizzate.
I robot, negli ultimi anni, si sono evoluti e sono diventati antropomorfi, aumentando sempre di più i gradi di libertà, la precisione, la velocità e la capacità di carico. Adesso i robot svolgono in campo industriale lavorazioni accurate come forature, smerigliatura, fresature, verniciature, smaltature e tagli con il laser e sono dotati di sistemi di visione molto precisi.
Attualmente i robot antropomorfi, nel campo automobilistico, sono impiegati per la saldatura con sistemi laser e laser estetici con una o più sorgenti, questa tecnologia consente di ridurre tempi e spazi e aumentare la qualità delle carrozzerie.
I robot industriali vengono usati massicciamente anche nell'industria per la pallettizzazione e lo stoccaggio, specialmente in aree di lavoro difficili, salvaguardando così la salute degli operai.

## Descrizione

### Definizione ISO
La norma ISO TR/8373-2.3 definisce il robot industriale come:
"Un manipolatore con più gradi di libertà, governato automaticamente, riprogrammabile, multiscopo, che può essere fisso sul posto o mobile per utilizzo in applicazioni di automazioni industriali".

### Tipi di robot

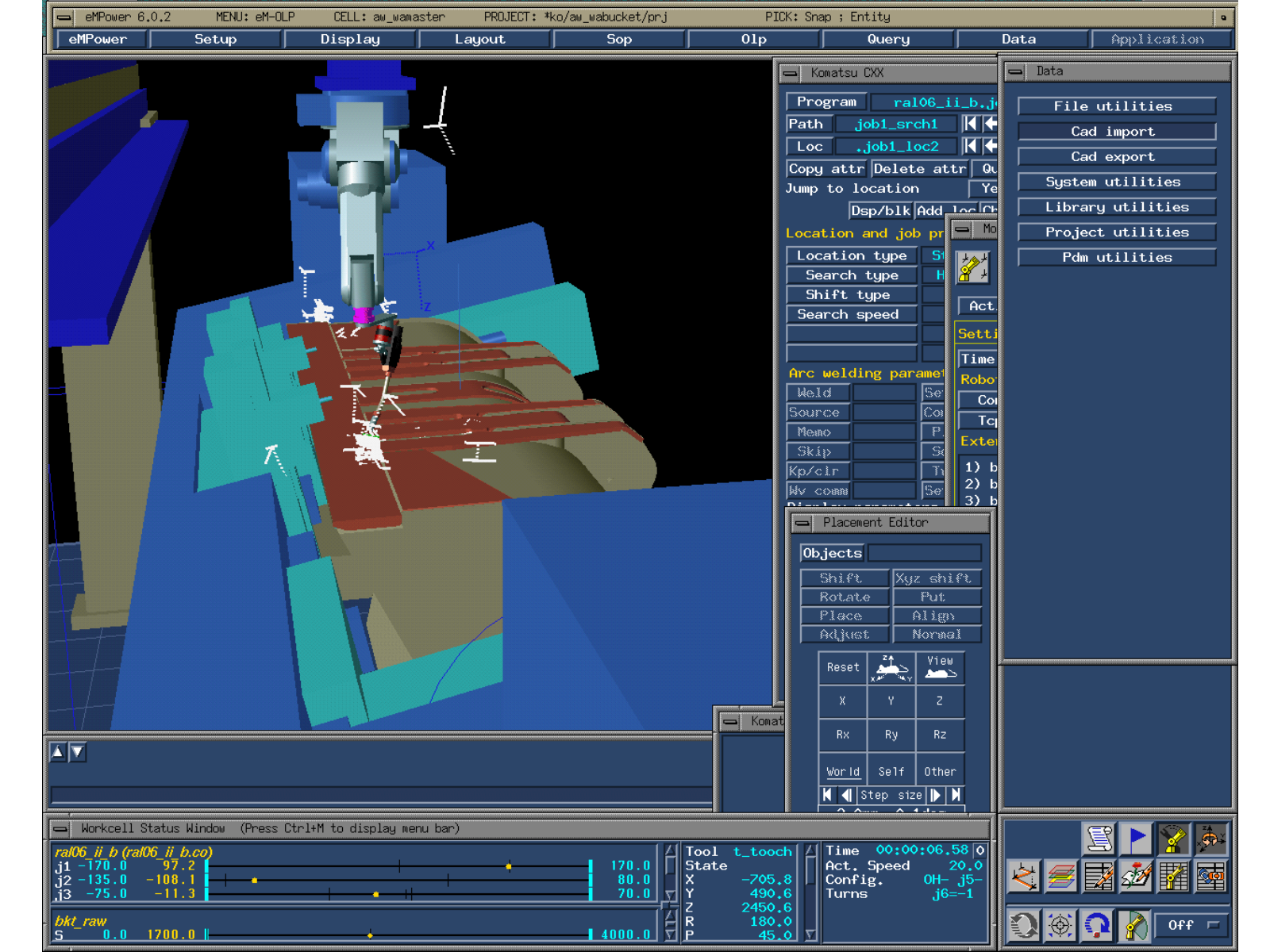
Offline programming

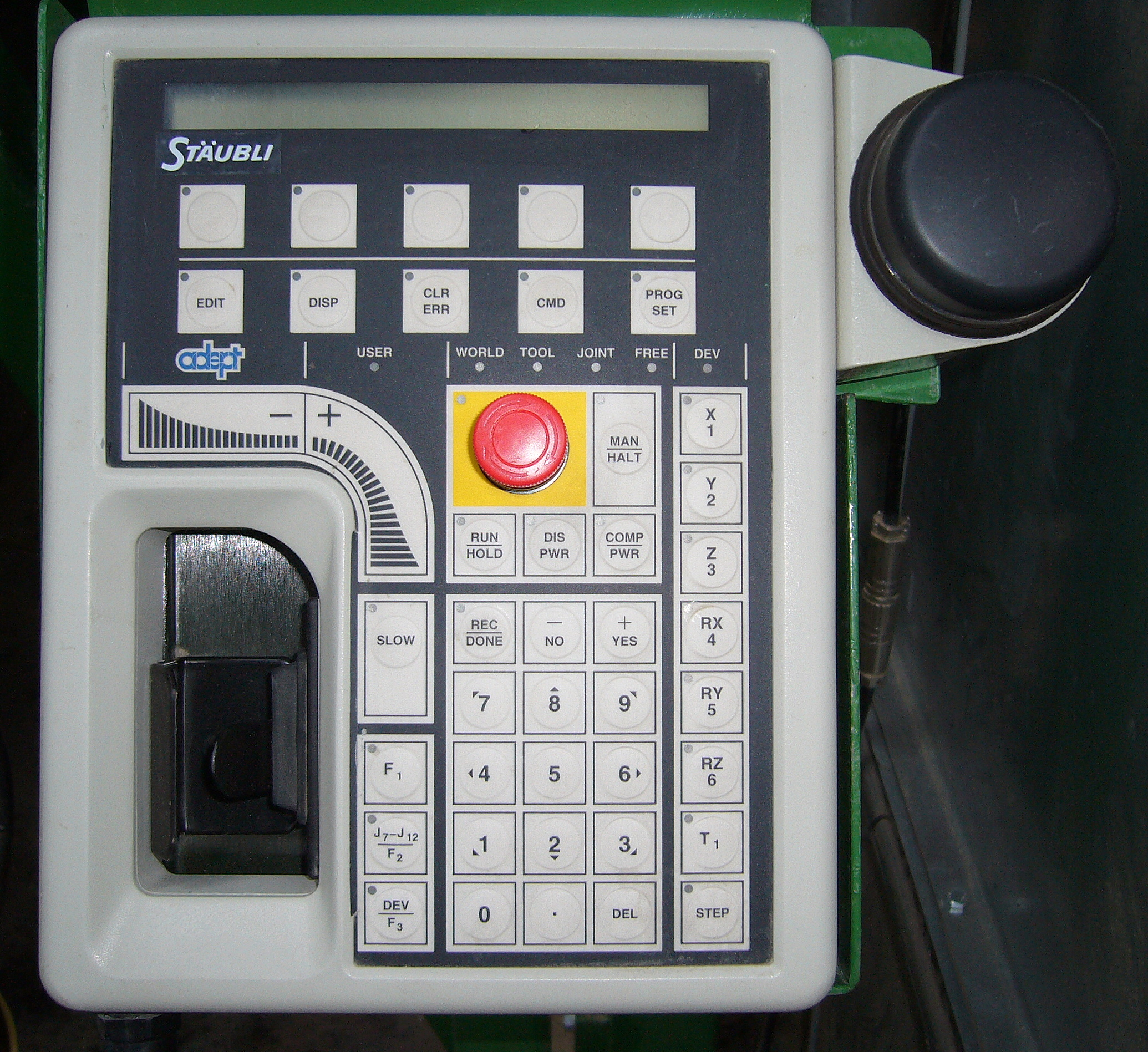
Interfaccia di controllo della Stäubli

Le configurazioni più comunemente utilizzate in contesto industriale sono:
- Robot seriali:
  - Robot SCARA
  - Robot PUMA
  - Robot cartesiani (robot a portale o robot xyz)
- Robot paralleli:
  - Robot Delta
  - Robot doppio SCARA

Nel contesto della robotica generale, la maggior parte dei robot rientra nella categoria dei bracci robotizzati e possono essere classificati in tre livelli:
1. Robot di primo livello: robot programmati per svolgere fedelmente operazioni ripetitive senza variazioni e con alto grado di precisione; queste azioni sono determinate dal software che specifica la direzione, l'accelerazione, la velocità e la distanza di una serie di movimenti coordinati.
2. Robot di secondo livello: robot molto più flessibili, in grado di adattarsi autonomamente alle variazioni delle condizioni operative; per esempio robot dotati di sistemi di visione artificiale, in grado di identificare l'oggetto da manipolare e compiere semplici variazioni di traiettoria e/o di logica di gestione (sempre nell'ambito del programma pre-impostato).
3. Robot di terzo livello: robot in grado di prendere decisioni in modo autonomo (non previste dal costruttore) avvalendosi di reti neurali. Attualmente tali genere di robot non sono utilizzati a livello industriale.